# K-brot

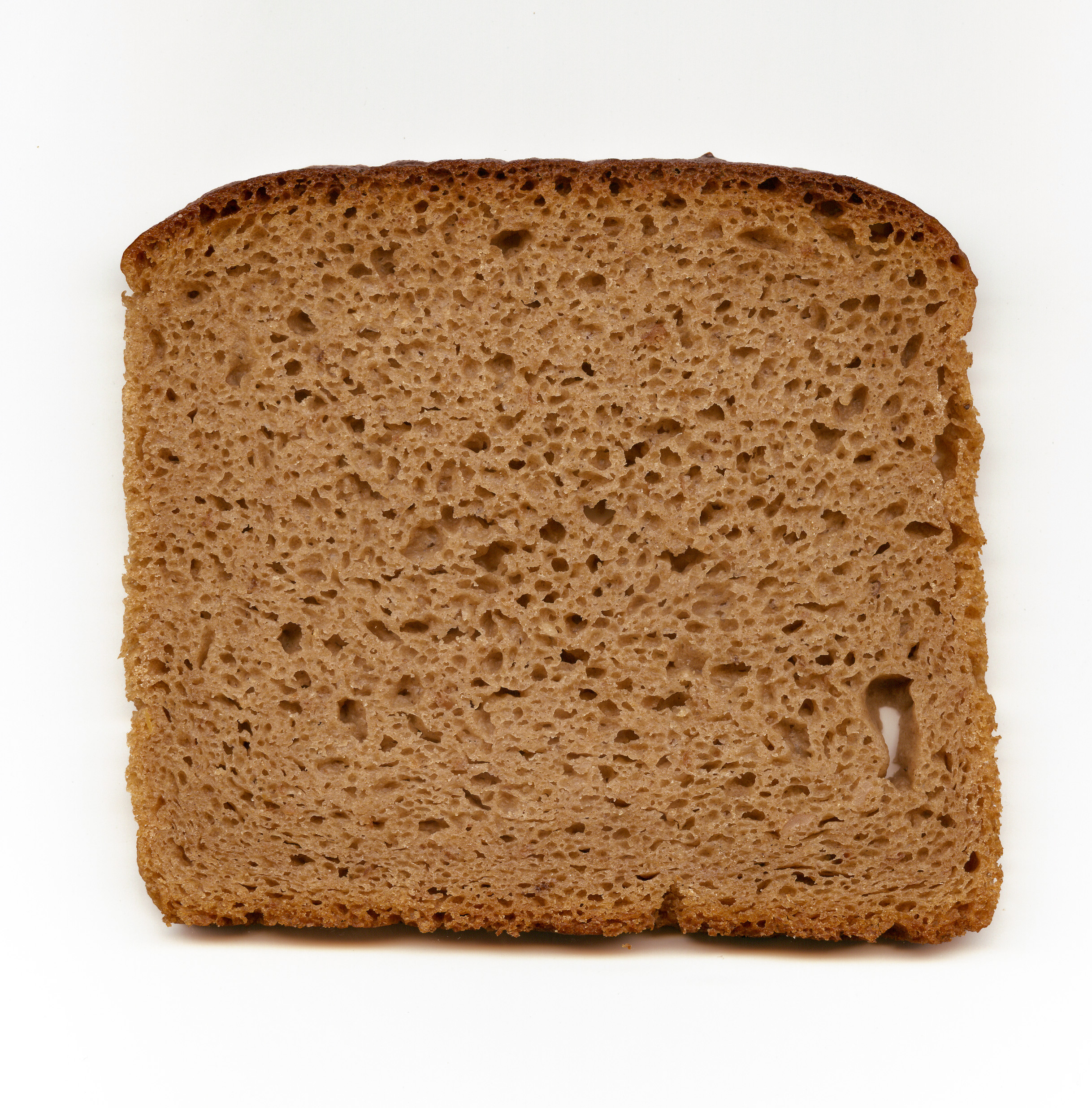
Una rebanada de pan K-brot.

El K-brot era un pan elaborado a partir de patata y centeno, utilizado por el Imperio alemán durante la Primera Guerra Mundial para alimentar a sus tropas en el frente. El nombre de K-brot es una combinación de las abreviaciones «pan de patata» (en alemán: Kartoffelbrot) y «pan de guerra» (en alemán: Kriegsbrot).

## Descripción
Durante la Primera Guerra Mundial, la escasez de alimentos en el Imperio alemán fue más grave que en los países aliados. Alemania dependía más de las importaciones de alimentos como leche, mantequilla y carne. La producción nacional se limitó al cultivo básico de centeno y patatas, pero esta llegó incluso a verse afectada por la necesidad de fertilizantes importados. En enero de 1915, los países neutrales habían firmado acuerdos comerciales con Francia y Reino Unido que prohibían la exportación de lácteos y cereales a Alemania.
En respuesta a la grave escasez de cereales, la legislación alemana estableció que el contenido del K-brot contuviera un 5% de patata en los panes de centeno. Este tipo de pan era consumido casi en su totalidad por la clase trabajadora alemana, que se quejaba de que los panes carecían de una corteza adecuada y que, en general, eran inferiores en calidad al pan tradicional. Quienes podían permitírselo continuaron comprando pan y pasteles horneados con harina de trigo sin adulterar. Más adelante en la guerra, a medida que el grano se hacía cada vez más escaso, el porcentaje de patata añadida a los panes aumentó hasta el 20%, con el KK-Brot elaborado para los alemanes con menos recursos.